# Col de Peyresourde

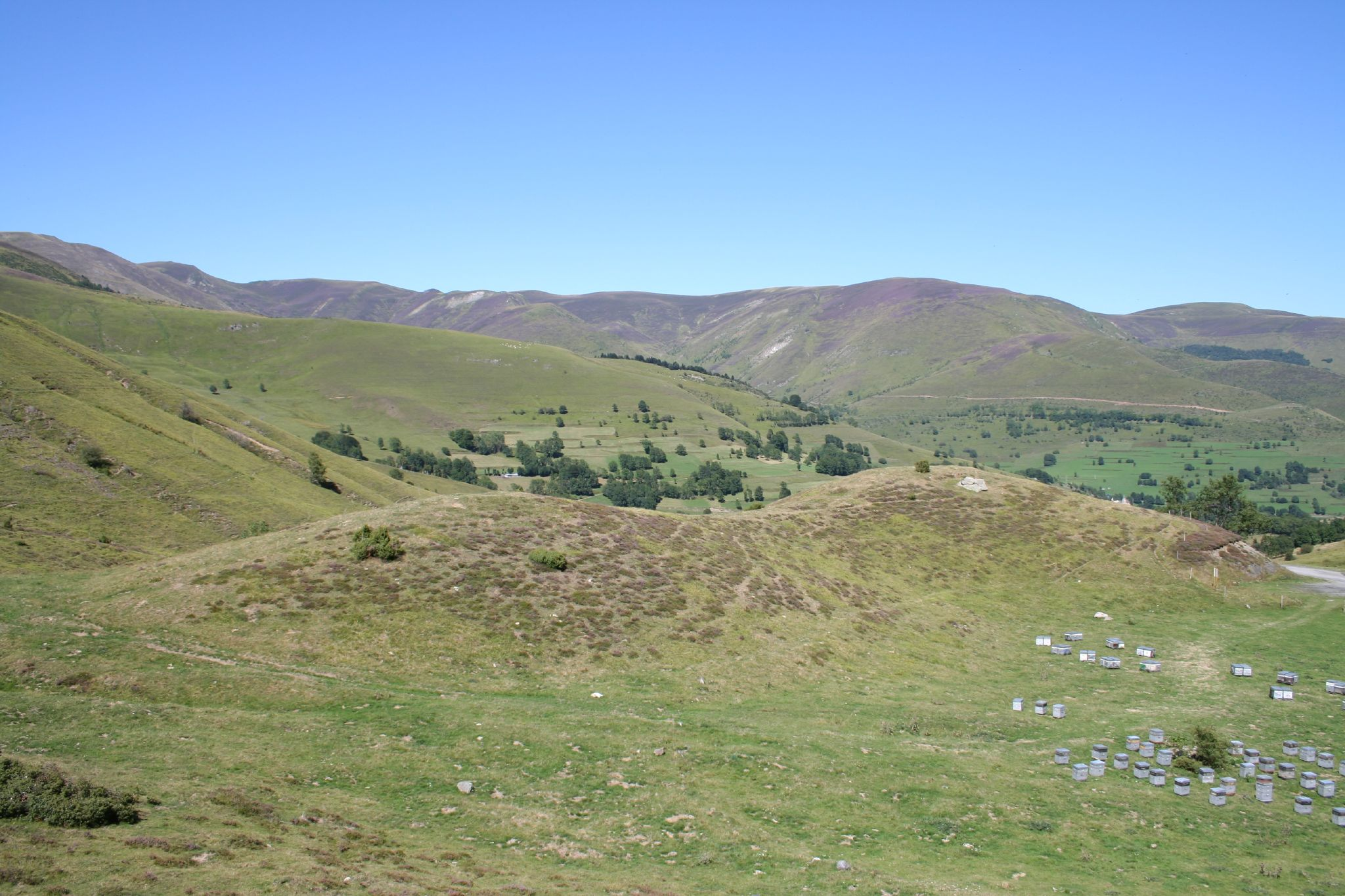
Aspecto del ascenso al Peyresourde.

El Col de Peyresourde es un puerto de montaña de Francia en los Pirineos centrales, entre  Arreau y Bagnères-de-Luchon. Culmina a 1.569 m s. n. m., marcando su cima el límite entre los departamentos de Alto Garona y Altos Pirineos, en la carretera nacional 618.
Muy próxima al puerto se encuentra la estación de esquí de Peyragudes, accesible desde las dos vertientes. 3 km al oeste, se encuentra el Aeródromo de Peyresourde - Balestas.
La ascensión a la estación de Peyragudes alcanza los 1585 m s. n. m., y requiere ascender primero el Peyresourde o gran parte de él según el itinerario final utilizado. Esta ruta tiene 9,5 km de ascensión y acumula un desnivel de 680 m, con una pendiente media del 7,1%.

## Tour de Francia
El Peyresourde se ascendió por primera vez en el Tour de Francia en 1910. El primer ciclista en pasar por su cima fue Octave Lapize. Desde entonces, se ha subido en 73 ocasiones, siendo uno de los puertos de montaña más visitados por esta carrera ciclista. Los primeros en su cima desde 1947 han sido:
| Edición | Etapa | Categoría | Primero en la cima   |
| ------- | ----- | --------- | -------------------- |
| 1947    | 15    | 1         | Jean Robic           |
| 1948    | 8     | 2         | Jean Robic           |
| 1949    | 11    | 2         | Jean Robic           |
| 1951    | 14    | 2         | Fausto Coppi         |
| 1952    | 17    | 2         | Antonio Gelabert     |
| 1953    | 11    | 2         | Jean Robic           |
| 1954    | 12    | 2         | Federico Bahamontes  |
| 1955    | 17    | 2         | Charly Gaul          |
| 1956    | 12    | HC        | Jean-Pierre Schmitz  |
| 1958    | 14    | 1         | Federico Bahamontes  |
| 1959    | 11    | 1         | Valentin Huot        |
| 1960    | 11    | 1         | Kurt Gimmi           |
| 1961    | 17    | 2         | Imerio Massignan     |
| 1962    | 12    | 2         | Federico Bahamontes  |
| 1963    | 11    | 2         | Federico Bahamontes  |
| 1964    | 16    | 2         | Julio Jiménez        |
| 1969    | 17    | 2         | Joaquim Galera       |
| 1970    | 18    | 2         | Raymond Delisle      |
| 1971    | 16    | 2         | Lucien Van Impe      |
| 1972    | 8     | 2         | Lucien Van Impe      |
| 1974    | 16    | 2         | Vicente López-Carril |
| 1976    | 14    | 1         | Luis Ocaña           |
| 1979    | 3     | 2         | Bernard Hinault      |
| 1980    | 13    | 1         | Raymond Martin       |
| 1981    | 6     | 1         | Bernard Hinault      |
| 1983    | 10    | 1         | Robert Millar        |
| 1986    | 13    | 1         | Bernard Hinault      |
| 1988    | 15    | 1         | Steven Rooks         |
| 1989    | 10    | 1         | Robert Millar        |
| 1993    | 16    | 1         | Claudio Chiappucci   |
| 1994    | 12    | 1         | Roberto Torres       |
| 1995    | 15    | 1         | Richard Virenque     |
| 1998    | 10    | 1         | Rodolfo Massi        |
| 1999    | 15    | 1         | Alberto Elli         |
| 2001    | 13    | 1         | Laurent Jalabert     |
| 2003    | 14    | 1         | Gilberto Simoni      |
| 2005    | 15    | 1         | Laurent Brochard     |
| 2006    | 11    | 1         | David de la Fuente   |
| 2007    | 15    | 1         | Alexander Vinokourov |
| 2008    | 9     | 1         | Sebastian Lang       |
| 2010    | 16    | 1         | Sylwester Szmyd      |
| 2012    | 16    | 1         | Thomas Voeckler      |
| 2012    | 17    | HC        | Alejandro Valverde   |
| 2013    | 9     | 1         | Thomas De Gendt      |
| 2014    | 17    | 1         | Vasil Kiryienka      |
| 2016    | 8     | 1         | Chris Froome         |
| 2017    | 12    | 1         | Mikel Nieve          |
| 2019    | 12    | 1         | Tim Wellens          |
| 2020    | 8     | 1         | Nans Peters          |
| 2021    | 17    | 1         | Anthony Turgis       |
| 2024    | 15    | 1         | David Gaudu          |
| 2025    | 14    | 1         | Thymen Arensman      |